# Concours du jeune footballeur 1952
Le Concours du jeune footballeur 1952 s'est déroulé le samedi 3 mai 1952. 

## Classement du concours
1. Serge Bourdoncle (Midi), 58,80 points.
2. Legnard (Ouest), 58,10 points.
3. Lemarié (Centre), 56,05 points.
4. Boisdé (Centre-Ouest), 54,15 points.
5. Seynaeve (Nord), 53,65 points.
6. Guerra (Lorraine), 53,50 points.
7. Blabus (Normandie), 52,05 points.
8. Bernard (Midi), 51,60 points.
9. Huet (Nord), 51,25 points.
10. Pellicia (Paris), 50,85 points.
11. Jublot (Centre), 49,85 points.
12. Ciambellotti (Lyonnais), 49,45 points.
13. Entringer (Lorraine), 48,25 points.
14. Sabourault (Centre-Ouest), 47,85 points.
15. Dumusois (Bourgogne), 46 points.

## Classement par ligues
Il s'effectue en additionnant les places des deux meilleurs joueurs de chaque ligue. 
1. Midi (1+8), 9points.
2. Centre (3+11), 14 points.
3. Nord (5+9), 14 points.
4. Centre-Ouest (4+14), 18 points.
5. Lorraine (6+13), 19 points.

## Source
Jean-Philippe Rethacker, "Bourdoncle (Midi) enleva le 21e concours du jeune footballeur, dans les épreuves finales", in France Football, 6 mai 1952, n°320, page 6.